# Targa Florio 1966

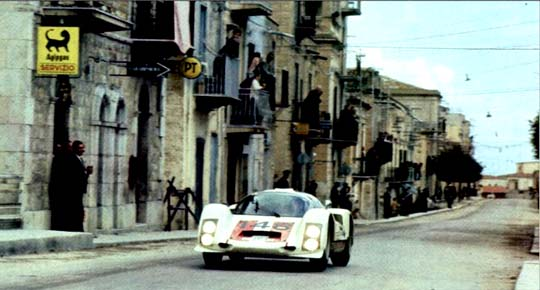
Porsche 906, Siegerwagen von Willy Mairesse und Herbert Müller

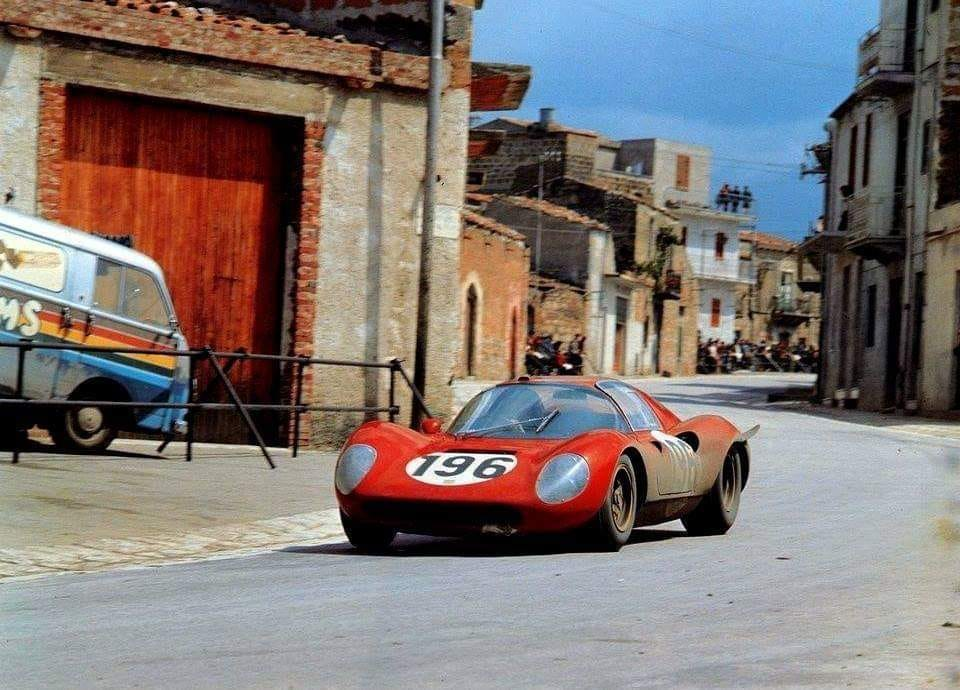
Der Ferrari Dino 206S von Jean Guichet und Giancarlo Baghetti in Collesano

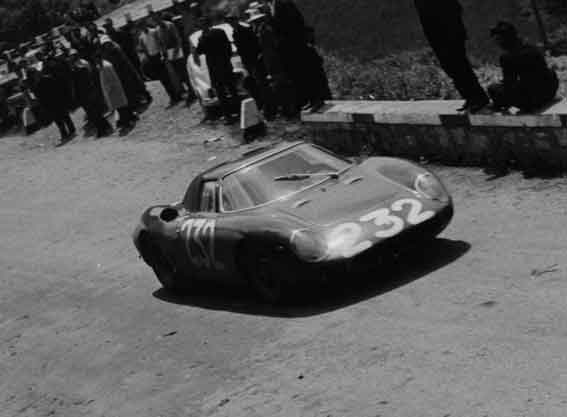
Antonio Nicodemi im Ferrari 250LM

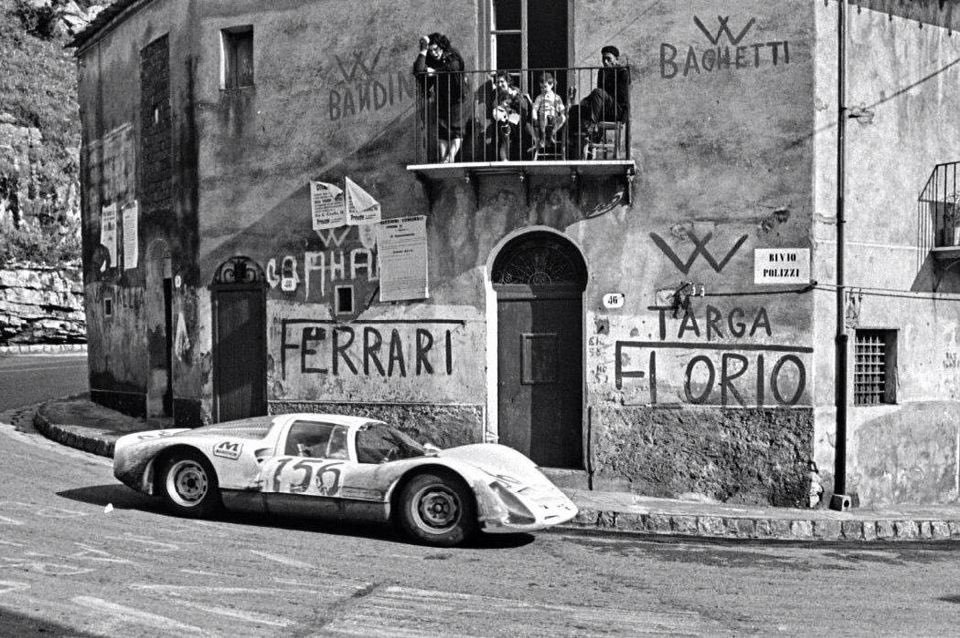
Porsche 906 mit der Startnummer 156. Ignazio Capuano und Ferdinando Latteri fuhren diesen Wagen an die achte Stelle der Gesamtwertung

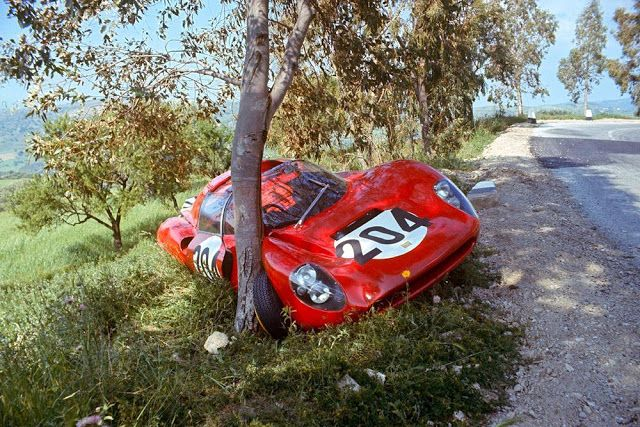
Der verunfallte Ferrari Dino 206S von Mike Parkes und Ludovico Scarfiotti

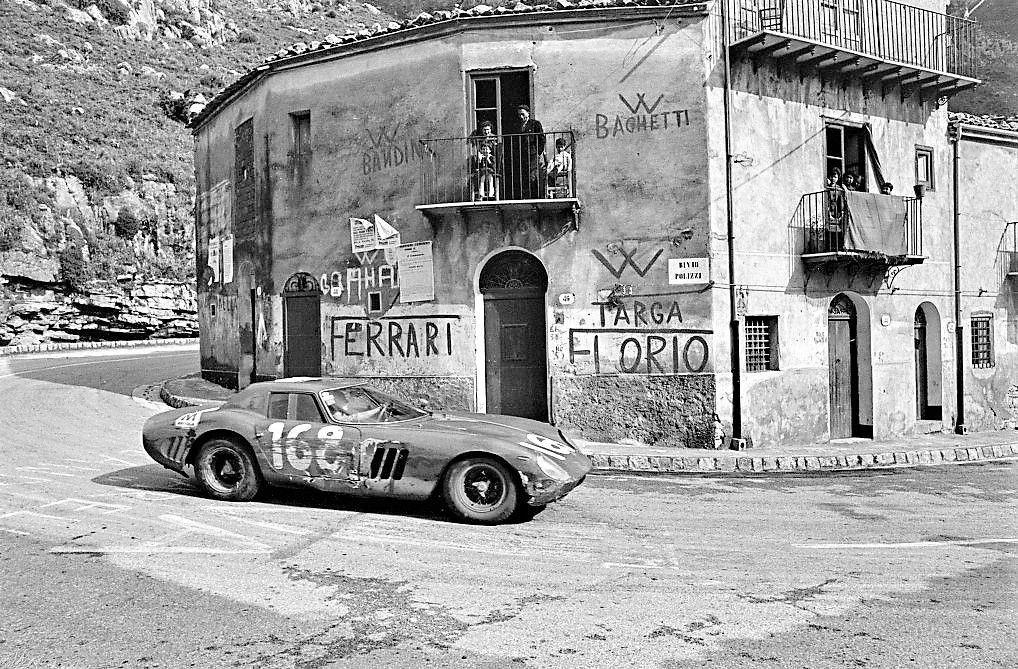
Der schon leicht beschädigte Ferrari 250 GTO von Matteo Marsala und Adriano Reale in der Kurve von Collesano

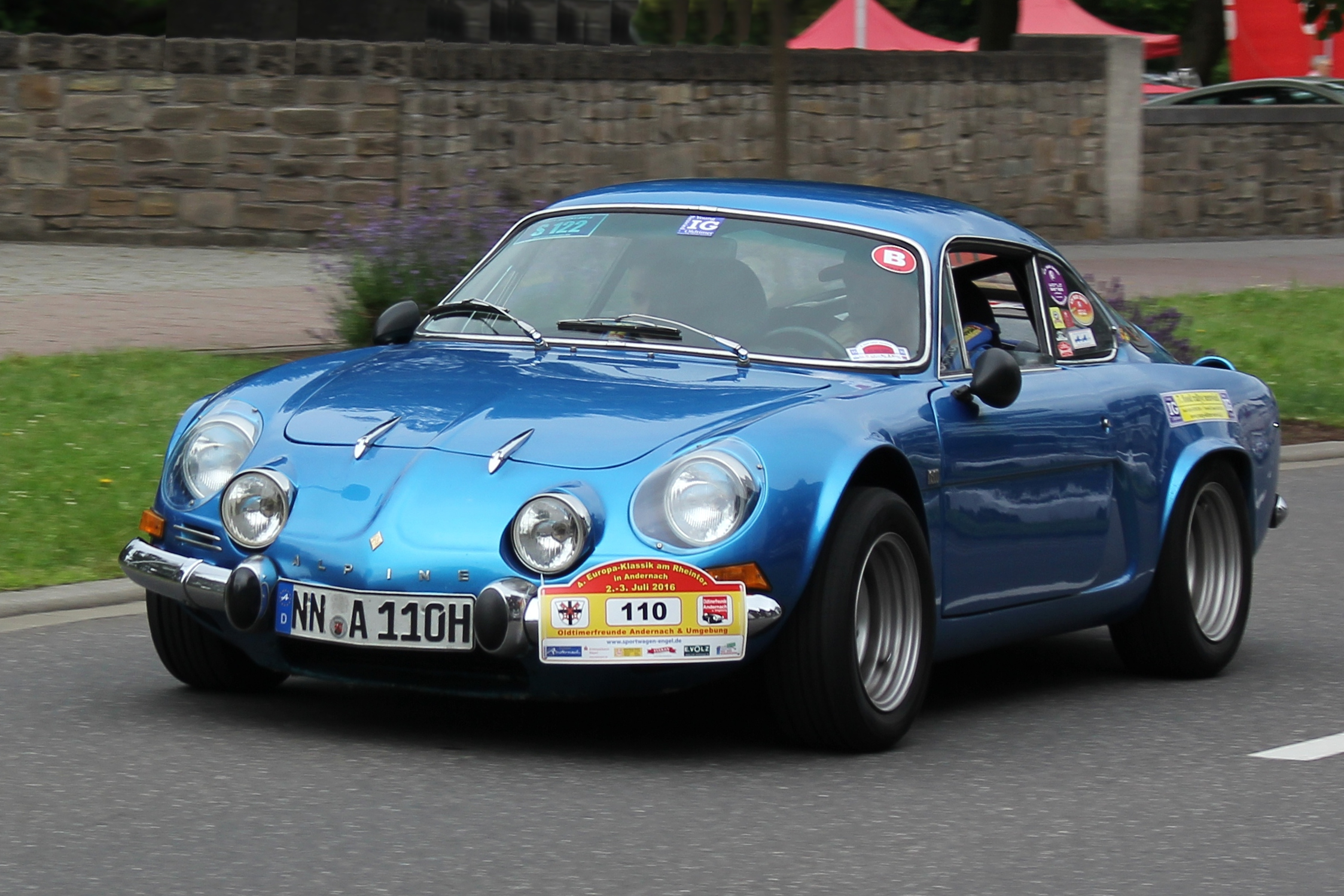
Alpine A110. Bester Alpine im Ziel war der Wagen mit der Nummer 72; an die sechste Stelle der Gesamtwertung gefahren von Roger Delageneste und José Rosinski

Die 50. Targa Florio, auch 50° Targa Florio, Piccolo Circuito delle Madonie, Sicilia, auf Sizilien fand am 8. Mai 1966 statt und war der vierte Wertungslauf der Sportwagen-Weltmeisterschaft dieses Jahres.

## Vor dem Rennen
Die Sportwagen-Weltmeisterschaft 1965 begann mit zwei Rennen in den Vereinigten Staaten. Am Daytona International Speedway wurde erstmals ein 24-Stunden-Rennen ausgetragen. Die Veranstaltung endete mit dem Erfolg von Ken Miles und Lloyd Ruby im Ford Mk.II. Auch beim nachfolgenden 12-Stunden-Rennen von Sebring, das zu 14-mal zur Weltmeisterschaft zählte, siegen Miles und Ruby. Diesmal auf einem Ford X1 Roadster.
Im April begann die europäische Sportwagen-Weltmeisterschafts-Saison mit dem Wertungslauf in Monza. John Surtees und Mike Parkes gewannen auf einem Werks-Ferrari 330P3 Coupé.

## Das Rennen

### Teams, Fahrzeuge und Fahrer
In den 1960er-Jahren hatte sich das Rennen auf den öffentlichen Straßen in den sizilianischen Bergen zwischen Cerda und Caltavuturo, dem Piccolo circuito delle Madonie, zu einer Auseinandersetzung zwischen den Werksmannschaften von Porsche und Ferrari entwickelt. 1959 hatte Porsche mit Edgar Barth und Wolfgang Seidel am Steuer eines Porsche 718 RSK 1500 den ersten Sieg bei einem Sportwagen-Weltmeisterschaftslauf gefeiert. Auch 1960, Targa Florio 1963 und 1964 gewann Porsche. Ferrari siegte 1961, 1962 und im Vorjahr.
Auch 1966 sollte dies nicht anders sein. Die Teamführung der Scuderia bereitete vier Wagen für Training und Rennen vor, einen 330P3 Spyder und drei Dino 206. Den 330P3 fuhren Nino Vaccarella und Lorenzo Bandini, zwei der Dino wurden Jean Guichet, Giancarlo Baghetti, Ludovico Scarfiotti und Mike Parkes anvertraut. Der dritte Dino wurde von der Scuderia Sant Ambroeus gemeldet, von der Scuderia jedoch eingesetzt und betreut. Fahrer waren Giampiero Biscaldi und Mario Casoni. Die drei Dinos unterschieden sich technisch voneinander. Der 2-Liter-V6-Mittelmotor im Wagen von Scarfiotti und Parkes hatte eine Benzindirekteinspritzung mit Doppelzündung. Der Motor im Coupé von Guichet und Parkes hatte neben der Doppelzündung normale Vergaser. Ohne Doppelzündung und Einspritzung mussten Biscaldi und Casoni bei ihrem Coupé auskommen. Aus dem Feld der privat eingesetzten Ferrari fanden zwei GT-Wagen Erwähnung. Im Ferrari 250LM von Antonio Nicodemi und Francesco Lessona, sowie dem Ferrari 275 GTB/C von Luciano Conti und Vittorio Venturi wurden die herkömmlichen 3,3-Liter-V12-Motoren durch 4-Liter-Aggregate ersetzt.
Porsche hatte durch den Bau von 50 Fahrzeugen die Homologation des Porsche 906 für die Rennklasse der Sportwagen-Prototypen geschafft. Zehn 906 waren bei der Targa am Start, darunter vier Werkswagen. Colin Davis und Günter Klass fuhren einen 906 mit 2,2-Liter-Achtzylinder-Boxermotor, der schon im 904/8 Verwendung fand. Das Fahrzeug von Gerhard Mitter und Joakim Bonnier hatte einen 2,0-Liter-Sechszylinder-Boxermotor mit einer Bosch-Direkteinspritzung. Der einzige am Start befindliche Ford GT40 wurde von Ford France gemeldet und von Guy Ligier und Henri Greder gefahren.
In den kleinen GT- und Sportwagenklassen galten die Rennwagen von Lancia und Alpine in der 1,3-Liter-Klasse. Knapp ein Dutzend Lancia Fulvia HF waren am Start, darunter ein Werkswagen für Leo Cella und Achille Marzi. Unter den Alpine A110 befanden sich zwei von Renault gemeldeter Werkswagen, bei dem Jean Vinatier, Pierre Orsini, Pauli Toivonen und Bengt Jansson am Steuer saßen.

### Der Rennverlauf
Am Samstagabend vor dem Renntag ging über der Region eine heftiges Gewitter nieder, das bis weit nach Mitternacht andauerte. Als das Rennen am Sonntag um 8 Uhr früh gestartet wurde, hatten sich die dunklen Wolken noch immer nicht verzogen. Erster am Start war Giuseppe Garofalo mit einer Fulvia HF, dann folgten im Abstand von 20 Sekunden die restlichen Teilnehmer; als Letzter Nino Vaccarella im 330P3. Nach der ersten Runde kam Leo Cella in seiner Fulvia HF als Erster wieder bei Start-und-Ziel vorbei. Er war als Neunter ins Rennen gegangen und hatte in nur einer Runde die acht vor gestarteten Konkurrenten überholt. Im Rennen führte jedoch Vaccarella mit drei Sekunden Vorsprung auf den Porsche von Gerhard Mitter, der in der zweiten Runde die Spitze übernahm und in diesem Umlauf um 18 Sekunden schneller war als Vaccarella.
Während der dritten Runde setzte erneute Regen ein, der im Laufe der Veranstaltung immer stärker wurde. Der finnische Rallyepilot Timo Mäkinen zeigte seine fahrerischen Fähigkeiten und fuhr mit seinem MGB ein spektakuläres Rennen. Der Regen forderte Tribut bei Fahrern und Technik. Die Ferrari-Dino-Piloten hatten Probleme mit den Scheibenwischern, die zu klein dimensioniert waren. Entscheiden wurde das Rennen durch Unfälle. Hans Herrmann hatte in der siebten Runden einen Unfall mit dem 906, in derselben Runde endete auch das Rennen für den führenden Bandini im 330P3, der von Strecke abkam und ausschied. Wenig später schied Mitter im nunmehr an der Spitze fahrenden Porsche aus, als er beim Überholen mit dem Wagen de Teamkollegen Günter Klaas kollidierte.
Am Ende siegte dennoch ein Porsche. Willy Mairesse und Herbert Müller gewann im 906 der Scuderia Filipinetti. Acht Minuten dahinter kam Guichet und Baghetti im besten Ferrari als Zweite ins Ziel.

## Ergebnisse

### Schlussklassement
| 1               | S 2.0    | 148 | Scuderia Filipinetti              | Willy Mairesse Herbert Müller                                                           | Porsche 906                        | 10 |
| 2               | P 2.0    | 196 | SpA Ferrari SEFAC                 | Jean Guichet Giancarlo Baghetti                                                         | Ferrari Dino 206S                  | 10 |
| 3               | P 2.0    | 144 | Porsche System Engineering        | Vincenzo Arena Antonio Pucci                                                            | Porsche 906                        | 10 |
| 4               | S 1.6    | 126 | Autodelta SpA                     | Enrico Pinto Nino Todaro                                                                | Alfa Romeo Giulia TZ2              | 10 |
| 5               | S 2.0    | 150 | Scuderia Filipinetti              | Claude Bourillot Umberto Maglioli                                                       | Porsche 906                        | 10 |
| 6               | S 1.3    | 72  | Alpine                            | Roger Delageneste José Rosinski                                                         | Alpine A110                        | 10 |
| 7               | S 1.3    | 78  | Regie Renault                     | Jean Vinatier Pierre Orsini                                                             | Alpine A110                        | 10 |
| 8               | S 3.0    | 156 | Scuderia Pegaso                   | Ignazio Capuano Ferdinando Latteri                                                      | Porsche 906                        | 10 |
| 9               | GT + 1.6 | 64  | British Motor Co.                 | Timo Mäkinen John Rhodes                                                                | MGB                                | 10 |
| 10              | S 1.6    | 130 | Autodelta SpA                     | Lucien Bianchi Roberto Bussinello                                                       | Alfa Romeo Giulia TZ2              | 10 |
| 11              | GT 1.3   | 18  | HF Squadra Corse                  | Leo Cella Achille Marzi                                                                 | Lancia Fulvia HF                   | 10 |
| 12              | S + 2.0  | 176 | Ford France                       | Guy Ligier Henri Greder                                                                 | Ford GT40                          | 9  |
| 13              | S 1.6    | 114 | Autodelta SpA                     | Teodoro Zeccoli Giacomo Russo                                                           | Alfa Romeo Giulia TZ2              | 9  |
| 14              | P 2.0    | 210 | Scuderia Sant Ambroeus            | Giampiero Biscaldi Mario Casoni                                                         | Ferrari Dino 206S                  | 9  |
| 15              | S 2.0    | 154 | Ecurie Basilisk                   | Hans Kühnis Heini Walter                                                                | Porsche 906                        | 9  |
| 16              | S + 2.0  | 180 | Scuderia Pegaso                   | Clemente Ravetto Gaetano Starrabba                                                      | Ferrari 250LM                      | 9  |
| 17              | P + 2.0  | 232 | Scuderia Sant Ambroeus            | Antonio Nicodemi Francesco Lessona                                                      | Ferrari 250LM 4.0                  | 9  |
| 18              | S 1.3    | 74  | Societé Automobiles Alpine        | Jean-Pierre Hanrioud Jean-François Piot                                                 | Alpine A110                        | 9  |
| 19              | GT + 1.6 | 66  | British Motor Co.                 | Andrew Hedges John Handley                                                              | MGB                                | 9  |
| 20              | P 2.0    | 208 | Donald Healey Motor Co.           | Rauno Aaltonen Clive Baker                                                              | Austin-Healey Sprite               | 9  |
| 21              | P 2.0    | 214 | ASA                               | Silvestre Semilia Raffaele Pinto                                                        | ASA 411                            | 9  |
| 22              | S 1.3    | 98  | Joseph Thomas                     | Joseph Thomas André Guilhaudin                                                          | Alpine A110                        | 9  |
| 23              | GT 1.3   | 36  | HF Squadra Corse                  | Claudio Maglioli Marco Crosina                                                          | Lancia Fulvia HF                   | 9  |
| 24              | S 1.6    | 120 | Scuderia Sant Ambroeus            | Nanni Galli Girolamo Capra                                                              | Alfa Romeo Giulia TZ               | 9  |
| 25              | GT + 1.6 | 60  | Corrado Ferlaino                  | Corrado Ferlaino Carlo Fabri                                                            | Porsche 911                        | 9  |
| 26              | GT + 1.6 | 54  | Tullio Sergio Marchesi            | Tullio Sergio Marchesi Renzo Sinibaldi                                                  | Ferrari 275 GTB/C                  | 9  |
| 27              | S 1.3    | 100 | Giovanni Rizzo                    | Giovanni Rizzo Stefano Alongi                                                           | Alfa Romeo Giulietta SZ            | 9  |
| 28              | S 1.6    | 122 | Scuderia Pegaso                   | Pietro Lo Piccolo Salvatore Sutera                                                      | Alfa Romeo Giulia TZ               | 9  |
| 29              | S 1.6    | 128 | Scuderia Pegaso                   | Bartolomeo Donato Emanuele Trapani                                                      | Alfa Romeo Giulia TZ               | 9  |
| 30              | S + 2.0  | 174 | Epstein Enterprises Ltd.          | Paul Hawkins Jackie Epstein                                                             | Ferrari 250LM                      | 9  |
| 31              | GT + 1.6 | 52  | Jean-Loup Pellecuer               | Jean-Pierre Nicolas Jean-Loup Pellecuer                                                 | Porsche 911                        | 9  |
| 32              | GT 1.3   | 4   | Peloritana                        | „Trinaccira“ Giuseppe Pirrone                                                           | Lancia Fulvia HF                   | 9  |
| 33              | GT 1.3   | 24  | Settecolli                        | R. Tornielli Carlo Pietromarchi                                                         | Lancia Fulvia HF                   | 9  |
| 34              | GT 1.3   | 34  | Nord-Ovest                        | Francesco Cosentino Walfrido Orecchioni                                                 | Lancia Fulvia HF                   | 9  |
| 35              | GT 1.3   | 2   | Scuderia Pegaso                   | Giuseppe Garofalo Vincenzo Mirto Randazzo                                               | Lancia Fulvia HF                   | 9  |
| 36              | P 2.0    | 206 | Scuderia Pegaso                   | Franco Tagliavia Pietro Termini                                                         | Ferrari 500TRC                     | 8  |
| 37              | S 1.3    | 82  | Aretusa                           | „Tio Pepe“ „Sancho“                                                                     | Alfa Romeo Giulietta SZ            | 8  |
| 38              | S 1.3    | 84  | Scuderia Etna                     | Mauro Battista Alfio Monaco                                                             | Alfa Romeo Giulietta SZ            | 8  |
| 39              | S + 2.0  | 168 | Scuderia Pegaso                   | Matteo Marsala Adriano Reale                                                            | Ferrari 250 GTO 64                 | 8  |
| 40              | S 1.3    | 88  | Nissena                           | Salvatore Maggiore Giuseppe Valenza                                                     | Abarth-Simca 1300 Bialbero         | 8  |
| 41              | S 1.6    | 116 | Nissena                           | Carmelo Guigno Giuseppe Parla                                                           | Alfa Romeo Giulia TZ               | 8  |
| 42              | P + 2.0  | 224 | Porsche System Engineering        | Günter Klass Colin Davis                                                                | Porsche 906-8                      | 7  |
| 43              | S 1.3    | 86  | Vittorio Orlando                  | Vittorio Orlando Emanuele Benedetto                                                     | Alfa Romeo Giulietta SZ            | 7  |
| 44              | GT 1.6   | 48  | Settecolli                        | Rolando Tarenghi Licio Pardi                                                            | Porsche 356 SC                     | 7  |
| Ausgefallen     |          |     |                                   |                                                                                         |                                    |    |
| 45              | S 2.0    | 146 | Turillo Barbuscia                 | Turillo Barbuscia Secondo Ridolfi                                                       | Porsche 904 GTS                    | 6  |
| 46              | P 2.0    | 202 | ASA                               | Giorgio Pianta Sir Ortensio                                                             | ASA 411                            | 6  |
| 47              | P 2.0    | 204 | SpA Ferrari SEFAC                 | Ludovico Scarfiotti Mike Parkes                                                         | Ferrari Dino 206S                  | 6  |
| 48              | P 2.0    | 218 | Porsche System Engineering        | Gerhard Mitter Joakim Bonnier                                                           | Porsche 906E                       | 6  |
| 49              | P + 2.0  | 230 | SpA Ferrari SEFAC                 | Nino Vaccarella Lorenzo Bandini                                                         | Ferrari 330 P3 Spyder              | 6  |
| 50              | GT 1.3   | 10  | Peloritana                        | Franco Lisitano Giuseppe Calarese                                                       | Alfa Romeo Giulietta Sprint Veloce | 5  |
| 51              | GT 1.3   | 14  | Giuseppe de Gregorio              | Giuseppe de Gregorio Libero Marchiolo                                                   | Lancia Fulvia HF                   | 5  |
| 52              | S 1.6    | 124 | Autodelta SpA                     | Alessandro Federico Romano Martini                                                      | Alfa Romeo Giulia TZ2              | 5  |
| 53              | P 2.0    | 200 | Porsche System Engineering        | Hans Herrmann Dieter Glemser                                                            | Porsche 906                        | 5  |
| 54              | P 2.0    | 216 | ASA                               | Spartaco Dini Giuseppe Dalla Torre                                                      | ASA 411                            | 5  |
| 55              | GT 1.3   | 26  | Scuderia Pegaso                   | „Goldfinger“ Mario Raimondo                                                             | Lancia Fulvia HF                   | 3  |
| 56              | S 1.3    | 90  | Scuderia Pegaso                   | Enzo Buzzetti Giuseppe Virgilio                                                         | Abarth 1300 OT                     | 3  |
| 57              | GT 1.3   | 12  | Scuderia Pegaso                   | Sergio Mantia Renzo Lumetta                                                             | Lancia Fulvia HF                   | 2  |
| 58              | S 1.3    | 76  | Regie Renault                     | Pauli Toivonen Bengt Jansson                                                            | Alpine A110                        | 2  |
| 59              | S 1.3    | 96  | Peloritana                        | B. Gumina Toti Fenga                                                                    | Alfa Romeo Giulietta SZ            | 2  |
| 60              | P 2.0    | 192 | Bardahl Italy                     | Filippo di Liberto Antonino Ciccia                                                      | Osca MT4 1500                      | 2  |
| 61              | P + 2.0  | 228 | Nettuno                           | Luciano Conti Vittorio Venturi                                                          | Ferrari 275 GTB/C                  | 2  |
| 62              | GT 1.3   | 32  | Scuderia Pegaso                   | Salvatore Gagliano Cucina                                                               | Glas 1304 TS                       | 1  |
| 63              | S 2.0    | 152 | Scuderia Filipinetti              | Dieter Spoerry André Bungener                                                           | Porsche 906                        | 1  |
| 64              | S + 2.0  | 162 | Ted Worswick                      | Ted Worswick Alan Minshaw                                                               | Austin-Healey 3000                 | 1  |
| 65              | S + 2.0  | 178 | Ecurie Cinquante Cinq             | Ed Freutel Tony Settember                                                               | Shelby Cobra 427                   | 1  |
| 66              | P + 2.0  | 226 | Bizzarrini Prototipi              | Edgar Berney Antonio Nieri                                                              | Bizzarrini GT Strada 5300          | 1  |
| 67              | S 1.3    | 92  | Scuderia Etna                     | Alfio Gambero Francesco Patané                                                          | Abarth-Simca 1300 Bialbero         | 1  |
| 68              | S 2.0    | 142 | Alfonso Merendino                 | Alfonso Merendino Gaetano Lo Jacono                                                     | Porsche 356B Carrera 2             | 1  |
| 69              | S + 2.0  | 170 | Squadra Bardahl                   | Art Swanson Robert Ennis                                                                | Ferrari 250LM                      | 1  |
| 70              | P 2.0    | 220 | A.F.N. Porsche Cars Great Britain | Mike De Udy Peter de Klerk                                                              | Porsche 906                        | 1  |
| Nicht gestartet |          |     |                                   |                                                                                         |                                    |    |
| 71              | S 1.3    | 80  | Scuderia Pegaso                   | Vito Tipa „Seil“                                                                        | Abarth-Simca 1300 Bialbero         | 1  |
| 72              | P 2.0    | 194 | Coburn Improvements               | Harry Martin Jack Wheeler                                                               | Austin-Healey Sebring Sprite Coupé | 2  |
| 73              | GT + 1.6 | T   | British Motor Co.                 | Timo Mäkinen John Rhodes Andrew Hedges John Handley                                     | MGB                                | 3  |
| 74              | P 2.0    | T   | Porsche System Engineering        | Vincenzo Arena Antonio Pucci Gerhard Mitter Joakim Bonnier Hans Herrmann Dieter Glemser | Porsche 904/6                      | 4  |
| 75              | P 2.0    | T   | Porsche System Engineering        | Gerhard Mitter Joakim Bonnier Hans Herrmann Dieter Glemser Vincenzo Arena Antonio Pucci | Porsche 906                        | 5  |
| 76              | GT 1.6   | 42  |                                   | Marco Svedi Vito Sabbia                                                                 | Alfa Romeo GTA                     | 6  |
| 77              | GT 1.6   | 44  | Mario de Tommasi                  | Mario de Tommasi Carlo Ardizzone                                                        | Alfa Romeo GTA                     | 7  |

1 nicht gestartet
2 Unfall im Training
3 Trainingswagen
4 Trainingswagen
5 Trainingswagen
6 Start vom Veranstalter verweigert
7 Start vom Veranstalter verweigert

### Nur in der Meldeliste
Hier finden sich Teams, Fahrer und Fahrzeuge, die ursprünglich für das Rennen gemeldet waren, aber aus den unterschiedlichsten Gründen daran nicht teilnahmen.
| Pos. | Klasse   | Nr. | Team                  | Fahrer                             | Chassis                |
| ---- | -------- | --- | --------------------- | ---------------------------------- | ---------------------- |
| 78   | GT 1.3   | 6   |                       | Carlo Facetti                      | Lancia Fulvia HF       |
| 79   | GT 1.3   | 8   |                       | Dino Morazzoni Giuliano Facetti    | Lancia Fulvia HF       |
| 80   | GT 1.3   | 16  |                       | Giovanni Rigano Antonio Romano     | Lancia Fulvia HF       |
| 81   | GT 1.3   | 20  |                       | Ansano Cecchini                    | Lancia Fulvia HF       |
| 82   | GT 1.3   | 22  |                       | Luigi Foschi                       | Lancia Fulvia HF       |
| 83   | GT 1.3   | 28  |                       | Gregorio Garzone Giorgio Benini    | Lancia Fulvia HF       |
| 84   | GT 1.3   | 30  |                       | Ivanhoe Avorio „Terry“             | Lancia Fulvia HF       |
| 85   | GT 1.6   | 46  |                       | Angelo Bonaccorsi Perseo           | Alfa Romeo Giulia      |
| 86   | GT + 1.6 | 56  |                       | Mike De Udy Peter de Klerk         | Porsche 911            |
| 87   | GT + 1.6 | 58  |                       | Rolando Tarenghi                   | Porsche 911            |
| 88   | GT + 1.6 | 62  |                       | Giovanni Pessina Piero Botalla     | Porsche 911            |
| 89   | S 1.3    | 94  |                       | Jean Valabregue Michel Moisset     | Alpine A110            |
| 90   | S 1.6    | 112 |                       | Vittorio Mascari                   | Alfa Romeo Giulia TZ   |
| 91   | S 1.6    | 118 |                       | Giuseppe Sirugo „Gordon“           | Alfa Romeo Giulia TZ   |
| 92   | S + 2.0  | 164 |                       | Antonio Nicodemi                   | Ferrari 250LM          |
| 93   | S + 2.0  | 166 | Scuderia St. Ambroeus | Luigi Taramazzo                    | Ferrari 250LM          |
| 94   | S + 2.0  | 172 |                       | Roberto Dari Fabio Cinesi          | Lancia Flaminia Zagato |
| 95   | P 2.0    | 198 |                       | Baldassare Taormina Pasquale Tacci | Alfa Romeo             |
| 96   | P 2.0    | 212 |                       | Guido Garufi Antonio di Salvo      | Alfa Romeo             |

### Klassensieger
| Klasse   | Fahrer            | Fahrer             | Fahrzeug              | Platzierung im Gesamtklassement |
| -------- | ----------------- | ------------------ | --------------------- | ------------------------------- |
| P + 2.0  | Antonio Nicodemi  | Francesco Lessona  | Ferrari 250LM         | Rang 17                         |
| P 2.0    | Jean Guichet      | Giancarlo Baghetti | Ferrari Dino 206S     | Rang 2                          |
| S + 2.0  | Guy Ligier        | Henri Greder       | Ford GT40             | Rang 12                         |
| S 2.0    | Willy Mairesse    | Herbert Müller     | Porsche 906           | Gesamtsieg                      |
| S 1.6    | Enrico Pinto      | Nino Todaro        | Alfa Romeo Giulia TZ2 | Rang 4                          |
| S 1.3    | Roger Delageneste | José Rosinski      | Alpine A110           | Rang 6                          |
| GT + 1.6 | Timo Mäkinen      | John Rhodes        | MGB                   | Rang 9                          |
| GT 1.6   | Rolando Tarenghi  | Licio Pardi        | Porsche 356 SC        | Rang 44                         |
| GT 1.3   | Leo Cella         | Achille Marzi      | Lancia Fulvia HF      | Rang 11                         |

### Renndaten
- Gemeldet: 96
- Gestartet: 70
- Gewertet: 44
- Rennklassen: 9
- Zuschauer: 300.000
- Wetter am Renntag: Regen ab Mitte des Rennens
- Streckenlänge: 72,000 km
- Fahrzeit des Siegerteams: 7:16:32,300 Stunden
- Gesamtrunden des Siegerteams: 10
- Gesamtdistanz des Siegerteams: 720,000 km
- Siegerschnitt: 98,960 km/h
- Pole Position: keine
- Schnellste Rennrunde: Gerhard Mitter – Porsche 906E (#218) – 4:19,000 = 107,152 km/h
- Rennserie: 4. Lauf zur Sportwagen-Weltmeisterschaft 1966